# Società Sportiva Lazio Women 2015
La Società Sportiva Lazio Women 2015, meglio conosciuta come SS Lazio o più semplicemente Lazio, e ancora con la denominazione commerciale di Lazio Women, è la sezione femminile della Società Sportiva Lazio, società calcistica italiana per azioni con sede nella città di Roma. Milita in Serie A, massimo livello della piramide calcistica italiana.

## Storia
La Polisportiva S.S. Lazio ha fin dal 1969 una sua sezione di calcio femminile, la Società Sportiva Lazio Calcio Femminile, che però non ha mai avuto legami diretti con la sezione maschile. Nel 2015, sfruttando la decisione della Federazione Italiana Giuoco Calcio (FIGC) che permetteva alle società professionistiche maschili di acquisire società dilettantistiche femminili, il club maschile ha fatto richiesta alla federazione di acquisire il titolo della società femminile, che sarebbe ripartita nel frattempo dai campionati inferiori. L'8 settembre 2015 la Lazio ha comunicato sul proprio sito la nascita della sezione femminile e il giorno successivo è arrivata la delibera della FIGC con cui assegnava il titolo sportivo alla nuova società.

## Colori e simboli

### Colori
I colori sociali della S.S. Lazio Women 2015, gli stessi della sezione maschile sono il bianco e il celeste (o la sua variante azzurro), scelti in onore della Grecia, patria delle Olimpiadi.
La divisa utilizzata generalmente nelle partite casalinghe dalla Lazio è costituita da maglia celeste con bordi e colletto in bianco, pantaloncini bianchi e calzettoni bianchi o celesti. Nella stagione 2018-2019 è stata utilizzata la cosiddetta "maglia bandiera", caratterizzata dalla presenza della figura di un'aquila stilizzata che percorre tutto il petto e continua il suo disegno nelle maniche.
Per i colori della loro maglia le giocatrici della Lazio sono soprannominate Biancocelesti o anche Biancazzurre.

### Simboli ufficiali

#### Stemma
Il simbolo della S.S. Lazio è l'aquila, scelta in quanto emblema di potenza, vittoria e prosperità, oltre che simbolo delle legioni romane.
Lo stemma societario, in comune con il club maschile rappresenta un'aquila d'oro posata su uno scudo palato biancoceleste, recante il nome del club inscritto in una fascia superiore. In alcune stagioni è stato riutilizzato anche il simbolo adottato dal club maschile a partire dal 1982 fino al 1987, realizzato da Cesare Benincasa e voluto dall'allora presidente laziale Gian Chiarion Casoni, caratterizzato dalla figura dell'aquila stilizzata, rivista in una foggia più lineare, a volte inserita in un esagono con sfondo bianco celeste.

#### Inno
L'inno ufficiale della Lazio è Vola Lazio vola, interpretato da Toni Malco e scritto insieme a Claudio Natili e Silvio Subelli. In caso di vittoria della Lazio, viene eseguito il brano I giardini di marzo di Lucio Battisti, appassionato dei colori biancocelesti.
All'ingresso in campo, il brano scelto è, invece, Inno alla Lazio (ribattezzato dalla tifoseria So' già du' ore) scritto e interpretato da Aldo Donati, primo inno realizzato per la Lazio nel 1977, richiesto al cantautore romano dall'attrice e tifosa biancoceleste Elena Fabrizi, nota come la Sora Lella.

#### Mascotte
Alla fine degli anni novanta la Lazio maschile creò la sua prima mascotte ufficiale, Skeggia, un aquilotto con la divisa biancoceleste e un pallone da calcio, divenuto poi anche il simbolo della scuola calcio del club capitolino.
Dal 2010 la società romana ha adottato un'aquila che, dopo un sondaggio online tra i tifosi, ha battezzato col nome di Olympia, e che richiama il ricordo della sua fondazione ispirata dagli ideali olimpici. Prima di ogni gara casalinga della sezione maschile, la mascotte viene fatta volare per qualche minuto all'interno dello stadio sotto il controllo dei propri falconieri, il cui capo è stato dapprima lo spagnolo Juan Bernabè e poi il fratello José Maria. Il rapace vive all'interno del centro sportivo di Formello.

## Strutture

### Stadio
La Lazio gioca le sue gare interne nello stadio Mirko Fersini, all'interno del Centro sportivo di Formello. Sullo stesso campo si allena anche la prima squadra maschile e gioca le sue gare la formazione Primavera.

### Centro di allenamento
Il Centro sportivo di Formello è situato nell'omonimo comune nell'area metropolitana di Roma.
Fu costruito nella seconda metà degli anni novanta per volontà dell'allora presidente della Lazio Sergio Cragnotti e fu inaugurato il 7 aprile del 1997. Presso gli uffici del centro sportivo è situata anche la sede ufficiale del club capitolino, in via di Santa Cornelia, 1000.

## Società

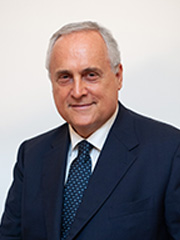
Il patron Claudio Lotito

La "S.S. Lazio S.p.A." società per azioni dal 1967, è la società capogruppo la quale controlla il Gruppo S.S. Lazio S.p.A., che gestisce le attività tecnico-sportive e dei diritti di broadcasting relativi all'omonima squadra di calcio maschile, oltre che, tramite la controllata S.S. Lazio Women 2015, delle attività tecnico-sportive e di gestione dei diritti di broadcasting relativi alla squadra di calcio femminile; la società controllata "S.S. Lazio Marketing & Communication S.p.A." gestisce le attività immobiliari, pubblicitarie, di merchandising e in generale di sfruttamento commerciale del marchio S.S. Lazio. La sede sociale è l'S.S. Lazio Training Center.
La Lazio, presente dal 6 maggio 1998 alla Borsa di Milano nell'indice FTSE Italia Small Cap (codice ISIN: IT0003621783 - codice alfanumerico: SSL), è stata la prima società calcistica italiana a quotarsi in Borsa, dove sono state successivamente ammesse anche la sua concittadina Roma e la Juventus.
Dal 19 luglio 2004 la maggioranza del capitale azionario della Lazio è controllato da Claudio Lotito tramite la holding "Lazio Events S.r.l.", che detiene il 67,035% del capitale azionario della società biancoceleste.

### Organigramma societario
Dal sito internet ufficiale della società.
Consiglio di gestione
- Claudio Lotito - Presidente
- Marco Moschini - Consigliere

Consiglio di sorveglianza
- Alberto Incollingo - Presidente
- Fabio Bassan - Vicepresidente
- Vincenzo Sanguigni - Consigliere
- Monica Squintu - Consigliere
- Silvia Venturini - Consigliere

Struttura organizzativa
- Claudio Lotito - Presidente
- Angelo Mariano Fabiani - Direttore sportivo
- Armando Antonio Calveri - Segretario generale
- Marco Cavaliere - Direzione amm.va e controllo di gestione / Investor relator
- Francesca Miele - Direzione legale e contenziosi
- Giovanni Russo - Direzione organizzativa Centro Sportivo di Formello, uffici, country club, stadio
- Emanuele Floridi - Responsabile della strategia e dell'organizzazione della comunicazione
- Alberto Bianchi - Dirigente accompagnatore
- Sergio Pinata - R.S.P.P.
- Angelo Cragnotti - Responsabile biglietteria
- Enrico Lotito - Direttore generale settore giovanile
- Fabrizio Fratini - Direzione settore giovanile
- Giuseppe Lupo - Segretario settore giovanile

### Sponsor
Di seguito la cronologia di sponsor tecnici della Lazio Women.
- 2015-2022: Macron[15]
- 2022-2027: Mizuno[16]

## Allenatori e presidenti
Di seguito l'elenco degli allenatori e dei presidenti della Lazio Women.
| Allenatori - 2015-2017 Roberto De Cosmi - 2017-2019 Manuela Tesse - 2019-2020 Ashraf Seleman - 2020-2021 Ashraf Seleman (1ª-14ª) Carolina Morace (15ª-26ª) - 2021-2022 Carolina Morace (1ª-5ª) Massimiliano Catini (6ª-22ª) - 2022-2023 Massimiliano Catini (1ª-27ª) Gianluca Grassadonia (28ª-30ª) - 2023- Gianluca Grassadonia | Presidenti - 2015- Claudio Lotito |

## Palmarès

### Competizioni nazionali
- Campionato italiano di Serie B: 2

2020-2021, 2023-2024

## Statistiche e record

### Partecipazioni ai campionati
| Livello | Categoria | Partecipazioni | Debutto   | Ultima stagione | Totale |
| ------- | --------- | -------------- | --------- | --------------- | ------ |
| 1º      | Serie A   | 2              | 2021-2022 | 2024-2025       | 2      |
| 2º      | Serie B   | 8              | 2015-2016 | 2023-2024       | 8      |

### Partecipazioni alle coppe
| Competizione | Partecipazioni | Debutto   | Ultima stagione | Totale |
| ------------ | -------------- | --------- | --------------- | ------ |
| Coppa Italia | 10             | 2015-2016 | 2024-2025       | 10     |

## Organico

### Rosa 2024-2025
Aggiornata al 24 gennaio 2025.
| N. |                      | Ruolo | Calciatrice          |
| -- | -------------------- | ----- | -------------------- |
| 1  | Serbia (bandiera)    | P     | Sara Cetinja         |
| 2  | Panama (bandiera)    | D     | Carina Baltrip-Reyes |
| 3  | Francia (bandiera)   | D     | Inès Belloumou       |
| 4  | Italia (bandiera)    | D     | Giulia Mancuso       |
| 5  | Ungheria (bandiera)  | A     | Zsanett Kaján        |
| 6  | Danimarca (bandiera) | C     | Louise Eriksen       |
| 7  | Irlanda (bandiera)   | C     | Megan Connolly       |
| 8  | Cina (bandiera)      | C     | Lina Yang            |
| 10 | Italia (bandiera)    | A     | Giuseppina Moraca    |
| 11 | Francia (bandiera)   | C     | Clarisse Le Bihan    |
| 12 | Finlandia (bandiera) | P     | Kerttu Karresmaa     |
| 13 | Italia (bandiera)    | D     | Elisabetta Oliviero  |

| N. |                   | Ruolo | Calciatrice          |
| -- | ----------------- | ----- | -------------------- |
| 14 | Italia (bandiera) | D     | Martina Zanoli       |
| 15 | Svezia (bandiera) | D     | Maja Göthberg        |
| 16 | Italia (bandiera) | C     | Antonietta Castiello |
| 18 | Italia (bandiera) | A     | Martina Piemonte     |
| 19 | Italia (bandiera) | P     | Asia Scotti          |
| 20 | Italia (bandiera) | C     | Flaminia Simonetti   |
| 21 | Italia (bandiera) | C     | Sofia Colombo        |
| 24 | Italia (bandiera) | D     | Francesca Pittaccio  |
| 25 | Italia (bandiera) | C     | Eleonora Goldoni     |
| 27 | Italia (bandiera) | D     | Federica D'Auria     |
| 99 | Italia (bandiera) | A     | Noemi Visentin       |
|    | Italia (bandiera) | D     | Federica Cafferata   |

#### Staff tecnico
Staff aggiornato al 7 gennaio 2024.
Staff tecnico
- Gianluca Grassadonia - Allenatore
- Giammarco Fedeli - Allenatore in seconda
- Walter Ciccillo - Collaboratore tecnico
- Vincenzo Saccoccio - Preparatore dei portieri
- Lorenzo Marcelli - Preparatore atletico
- Gianluca Mazziotti - Match analyst
- Monica Caprini - Team manager/Direttore sportivo
- Raffaele Bosco - Dirigente accompagnatore
- Daniele Morganti - Dirigente accompagnatore
- Andrea Pulcini - Dirigente accompagnatore
- Stefano Vinci - Magazziniere
- Michele Pirelli - Medico
- Matteo Ambrosini - Fisioterapista
- Luigi Iachetti - Fisioterapista